# Zvijerci
Zvijerci is een plaats in de gemeente Bjelovar in de Kroatische provincie Bjelovar-Bilogora. De plaats telt 62 inwoners (2001).